# Savoy (Texas)
Savoy es una ciudad ubicada en el condado de Fannin en el estado estadounidense de Texas. En el Censo de 2010 tenía una población de 831 habitantes y una densidad poblacional de 414,54 personas por km².

## Geografía
Savoy se encuentra ubicada en las coordenadas 33°35′58″N 96°21′59″O / 33.59944, -96.36639. Según la Oficina del Censo de los Estados Unidos, Savoy tiene una superficie total de 2 km², de la cual 2 km² corresponden a tierra firme y (0%) 0 km² es agua.

## Demografía
Según el censo de 2010, había 831 personas residiendo en Savoy. La densidad de población era de 414,54 hab./km². De los 831 habitantes, Savoy estaba compuesto por el 93.38% blancos, el 2.29% eran afroamericanos, el 2.05% eran amerindios, el 0.48% eran asiáticos, el 0% eran isleños del Pacífico, el 0.12% eran de otras razas y el 1.68% pertenecían a dos o más razas. Del total de la población el 3.61% eran hispanos o latinos de cualquier raza.